# Émissions de gaz à effet de serre par source d'énergie électrique
La mesure des émissions de gaz à effet de serre des moyens de production d'énergie consiste à calculer le potentiel de réchauffement climatique de chaque source d'énergie électrique en étudiant son cycle de vie. Pour chaque source les résultats sont présentés en utilisant les unités de potentiel de réchauffement climatique par unité d'énergie électrique produite. Les échelles utilisées sont l'unité de potentiel de réchauffement climatique, l'équivalent en dioxyde de carbone, et l'unité de l'énergie électrique, le kilowatt-heure (kWh). L'objectif de ces évaluations est de couvrir l'intégralité du cycle de vie de chaque source : de l'extraction minière des matériaux et du carburant en passant par la construction et l'exploitation des centrales de production jusqu'au démantèlement et à la gestion des déchets.
En 2014, à partir de centaines d'articles scientifiques, le Groupe d'experts intergouvernemental sur l'évolution du climat a analysé et résumé les recherches concernant les émissions de gaz à effet de serre de chaque source en utilisant comme unité commune l'équivalent CO2 (CO2e).
Pour chaque technologie, les progrès en matière d'efficacité, et donc des réductions de CO2e depuis le moment de la publication en 2014 n'ont pas été inclus. Par exemple, le cycle de vie total des émissions provenant de l'énergie éolienne peut être atténué depuis la publication. De même, en raison de la période de temps sur laquelle les études ont été menées, les émissions des réacteurs nucléaires de seconde génération sont étudiées alors que des réacteurs de troisième génération sont actuellement en construction en Europe, aux États-Unis et en Chine.

## Étude 2014 du GIEC sur les émissions deCO2des différentes sources d'électricité
| Technologie                                                 | Min.                                  | Médiane                               | Max.                                  |
| Technologies actuellement disponibles                       | Technologies actuellement disponibles | Technologies actuellement disponibles | Technologies actuellement disponibles |
| ----------------------------------------------------------- | ------------------------------------- | ------------------------------------- | ------------------------------------- |
| Charbon                                                     | 740                                   | 820                                   | 910                                   |
| Biomasse combinée au charbon                                | 620                                   | 740                                   | 890                                   |
| Gaz – cycle combiné                                         | 410                                   | 490                                   | 650                                   |
| Biomasse seule                                              | 130                                   | 230                                   | 420                                   |
| Panneaux solaires à grande échelle                          | 18                                    | 48                                    | 180                                   |
| Panneaux solaires sur toits                                 | 26                                    | 41                                    | 60                                    |
| Géothermie                                                  | 6,0                                   | 38                                    | 79                                    |
| Énergie solaire concentrée                                  | 8,8                                   | 27                                    | 63                                    |
| Hydroélectricité                                            | 1,0                                   | 24                                    | 2 200                                 |
| Eolien en mer                                               | 8,0                                   | 12                                    | 35                                    |
| Nucléaire                                                   | 3,7                                   | 12                                    | 110                                   |
| Eolien terrestre                                            | 7,0                                   | 11                                    | 56                                    |
| Technologies en développement                               |                                       |                                       |                                       |
| Charbon avec séquestration du CO2                           | 190                                   | 220                                   | 250                                   |
| Charbon avec séquestration du CO2 et gazéification          | 170                                   | 200                                   | 230                                   |
| Gaz en cycle combiné avec séquestration du CO2              | 94                                    | 170                                   | 340                                   |
| Charbon avec séquestration du CO2 et combustion à l'oxygène | 100                                   | 160                                   | 200                                   |
| Énergie marémotrice                                         | 5,6                                   | 17                                    | 28                                    |